# Ballokume
A ballokume vagy ballakume nevű édesség Elbasan városából származik. Az egyik legnépszerűbb tradicionális albán sütemény. Koszovóban és az albán diaszpóra körében is kedvelik. Leggyakrabban a Nyár napján, azaz március 14-én fogyasztják Albániában. Boltokban, cukrászdákban árulják, nyári sütinek is nevezik.
Vajból, cukorból, tojásból és kukoricalisztből állítják elő. Hagyományosan rézedényben gyúrják, amely állítólag javítja a tészta textúráját, amely így sima és selymes formájú lesz tőle. A tésztát erőteljesen kell gyúrni, ezért a család tagjai közösen vesznek részt a ballokume elkészítésében.

## Elkészítése
Kukoricalisztből, vajból, tojásból, cukorból és tejből készül. Az olvasztott vajat cukorral habosra keverik. Folyamatos kevergetés közben egyesével adják hozzá a tojásokat, majd hozzáöntik a tejet (vagy hamus vizet), és több percig keverik. Lassan adagolják hozzá a kukoricalisztet, jomogén masszává keverik. Szobahőmérsékleten, letakarva állni hagyják. A tepsit sütőpapírral kibélelik vagy kivajazzák és megszórják liszttel Kis golyókat formálnak a masszából, lapítva teszik a tepsire, majd megsütik.